# 楊文昌 (明朝)
楊文昌（1574年—1631年），字六星，號阶平，直隶大名府開州長垣縣人。明朝政治人物。

## 生平
文昌自幼性敏好学，同乡尚书李化龙有知人之鉴，见其文章奇佳，遂收执门下，悉心培养。
万历三十四年（1606年）丙午科顺天乡试举人，《诗》经魁，万历四十七年（1619年）己未科進士，初授河南汝阳县知县，天啓初，山东白莲教徐鸿儒作乱，汝颍盗贼韩应龙等聚众数千遥相呼应，作为声援，大肆抢劫掠夺。杨文昌秘密请调官兵，设计擒获韩应龙，余党一轰而散，汝颍遂平。天啓四年，擢升兵科给事中，时逆珰魏忠贤柄国政，文昌疏请复祖制，禁太监读书识字，干预朝政。此时正逮问杨涟、左光斗诸人，未及文昌，寻以母忧归。崇祯改元，起补刑科给事中，六月以天时久旱，惨死诸臣上干天和，宜诛许显纯、李寔二人以祈甘泽，报闻。及斩二人，天果降大雨。崇祯帝大悦，赠文昌金匾，上刻有御笔亲题“心见回天”四字。
崇祯元年十一月，疏纠锦衣卫西司房都指挥使于日升为逆党孙杰姻娅，以及锦衣卫掌印郑士毅，各革任回卫，掌刑百户王崇化下法司问，刘大全革职。二年二月，以先紏锦衣卫遗奸郑士毅、于日升而兵部侍郎唐世济受贿庇奸，士毅仅仅革任，日升因劾得褒，致日升居然金吾，以悞皇上，请敕会议以别是非。三月，条上四事：一宣大督臣宜蚤为计，恐王象乾风烛难恃；一大臣去就宜决，笑骂由人，好官自我之辈不可留用；一阁臣责任宜专，票拟屡更，似分宰相之权；一直戆气节宜培，建言处分诸臣请赐召还。帝怒其分相权等语，责文昌回奏。文昌回奏引罪，帝不问。三年四月升户科右给事中，再升刑科左给事中，以病告归，崇祯四年卒，年五十八。

## 著作
著有《心得录》、《琐闻纪事》。祀乡贤祠。

## 家族
曾祖楊秀。祖父楊蜜。父杨守仁，赠汝阳知县、刑科给事中；母王氏，封孺人。
曾孙杨绿绶，康熙二十一年壬戌科进士，官安陆知府。